# Badjaricha
Die Badjaricha (russisch Бадяриха, jakutisch Бадьаариха) ist ein rechter Nebenfluss der Indigirka in der Republik Sacha in Nordost-Sibirien.
Die Badjaricha entspringt im Momagebirge, welches sie in nordöstlicher Richtung entwässert.
Bei Verlassen des Gebirges nimmt sie den linken Nebenfluss Anty auf. Sie durchfließt anschließend das Jana-Indigirka-Tiefland in engen Mäandern in Richtung Norden. Sie nimmt dabei die rechten Nebenflüsse Kamtschatka, Orto-Tirechtjach und Ogorocha auf. Östlich des Flusslaufs erstreckt sich das Alaseja-Plateau.
Nach 545 km erreicht sie wenige Kilometer südlich von Belaja Gora die Indigirka. Die Badjaricha hat ein Einzugsgebiet von 12200 km².